# Capone (1975)
Capone ist ein US-amerikanischer Gangsterfilm aus dem Jahr 1975. Der von Roger Corman unter der Regie von Steve Carver produzierte Film schildert Aufstieg und Fall des Chicagoer Mobsters Al Capone. Obwohl als realistische Filmbiografie beworben, wird die Handlung im Wesentlichen auf die Action-Elemente reduziert und dem Anspruch auf historische Authentizität nicht immer gerecht.

## Handlung
Capones Aufstieg wird ab 1918 geschildert, als er in New York zum Handlanger von Frankie Yale wurde. Ab etwa 1920 wechselte er nach Chicago, um den dortigen Boss Big Jim Colosimo im Auftrag von dessen rechter Hand Johnny Torrio zu ermorden. Im weiteren Verlauf wird Capones Aufstieg bis zum als Boss des Chicago Outfits dargestellt. Einen wesentlichen Teil des Filmes nehmen die Bandenkriege insbesondere mit der North Side Gang um O’Banion, Hymie Weiss und Bugs Moran ein. Der Abstieg mit der Verurteilung wegen Steuerhinterziehung, der Zeit im Gefängnis von Alcatraz und die letzten Jahre in Florida ist hingegen innerhalb weniger Minuten erzählt.

## Kritiken
„Capone reduziert den Gangsterfilm auf einen einzigen Kernbestandteil, die Schießerei. (…) Die Waffen und die Kämpfenden wechseln, aber ansonsten läuft es stets nach demselben Schema ab. (…) (Der Film) behandelt sein Thema energisch, direkt und vollkommen unsentimental, was eine der kleinen aber bemerkenswerten Tugenden dieses anspruchslosen Films darstellt. (…) Capone ist nicht großartig, aber er schreitet mit kalter Effektivität voran. Dieses ist sein Stilmittel, ob man es nun mag oder nicht.“

„Capone wurde als der Film angekündigt, der die Wahrheit sagt, die Namen nennt und die wirklichen Fakten enthält – und tatsächlich hat er wohl auch das richtige Datum für das Massaker am Valentinstag getroffen. Gleichwohl ist es ein besonders düsteres Beispiel für einen Film, der als fiktionalisierte Dokumentation beworben wird. (…) Aber der Mangel an Faktentreue würde nicht ins Gewicht fallen, wenn der Film wenigstens unterhaltsam wäre – was ja eigentlich alles ist, was wir uns von einem Gangsterfilm erhoffen. (…) Capone macht bedauerlicherweise nicht viel Spaß.“

„Hier ist nicht viel zu empfehlen, außer einem überraschend guten Auftritt von Sylvester Stallone als Gangsterkumpane Frank Nitti.“

„Ein Mosaik breit ausgespielter Brutalitäten und gesellschaftlicher Unmoral in einer auf Authentizität und Entromantisierung der Schlüsselfigur bedachten, aufwendigen Inszenierung. Als Darstellung gewinnbringender Gewaltmethoden weder neu noch von bemerkenswertem Interesse.“

## Faktentreue
Offensichtlich kam es den Machern des Films weniger auf Faktentreue als auf die dargestellten Sex-and-Crime-Elemente an. Insbesondere im Bereich der Motivationen der Charaktere und der Kausalität der Ereignisse wurden einige künstlerische Freiheiten genommen:
So ist etwa die Kooperation von Capones rechter Hand Frank Nitti mit Bürgermeister Anton Cermak nach dem Valentinstag-Massaker, in deren Verlauf Nitti die Idee kommt, Capone wegen Steuerhinterziehung aus dem Verkehr zu ziehen, reine Fiktion.
Die Werbeaussagen, die die besondere Authentizität des Films herausstreichen, sollten insofern nicht zu ernst genommen werden. Einige Fehler bzw. Abweichungen sollen dennoch exemplarisch dargestellt werden:
- Nicht Capone erschoss Big Jim Colosimo im Foyer des Cafés, wie im Film dargestellt, sondern Frankie Yale, vermutlich aufgrund von Capones Planung.

- Nicht Frank Nitti und Jack McGurn erschossen Dean O’Banion bei dem berühmten Handshake-Murder, sondern es waren wiederum Frankie Yale sowie Anselmi und Scalise.

- Frank Nitti kann 1946 den dementen Al Capone auf Palm Island, Florida, nicht besucht haben, denn Nitti war bereits drei Jahre zuvor verstorben.

Die genannten Tatsachen sind alle hinreichend dokumentiert und auch den Filmemachern mit Sicherheit bekannt gewesen, da in Detailfragen häufig sehr genau recherchiert wurde; deshalb kann unterstellt werden, dass die Abweichungen bewusst und aus dramaturgischen Gründen eingefügt wurden.